# 기계 제도
기계제도(Mechanical drawing)란 기계공업 분야의 기계제작에 있어 가장 기본이 되는 것이다. 설계자의 요구사항을 제작자에게 정확하게 전달하기 위하여 일정한 규칙에 따라서 선과 문자 및 기호 등을 사용하여 생산품의 형상, 구조, 크기, 재료, 가공법 등을 제도 규격에 맞추어 정확하고 간단명료하게 도면을 작성하는 과정을 말한다.

## 기호

### 치수 보조 기호
- 파이(∅)-지름
- 알(R)-반지름
- 에스파이(S∅)-구의 지름
- 에스알(SR)-구의 반지름
- 사각(□)-정사각형의 변
- 티(T)-판의 두께
- 원호(⌒)-원호의 길이
- 시(C)-45도의 모따기
- 테두리-이론적으로 정확한 치수
- 괄호( (치수) )-참고 치수
- 밑줄 - 비례치수가 아닌 치수에 밑줄을 친다

### 가공 방법의 기호
- 선반가공(선삭)-L
- 드릴가공(드릴링)-D
- 보링머신가공(보링)-B
- 밀링가공(밀링)-M

### 줄무늬 방향의 기호
- 평행
- 직각
- 교차
- 무방향-M
- 동심원-C
- 레이디얼-R

### 기하 공차 기호

#### 모양 공차
- 진직도
- 평면도
- 진원도
- 원통도
- 선의 윤곽도
- 면의 윤곽도

#### 방향 공차
- 평행도
- 직각도
- 경사도

#### 위치 공차
- 위치도
- 동축도(동심도)
- 대칭도

#### 흔들림 공차
- 원주
- 온

### 나사의 기호

#### 일반용

##### 국제표준화기구 있는 것
- 미터나사-M
- 미니추어나사-S
- 유니파이 보통나사-UNC
- 유니파이 가는나사-UNF
- 미터 사다리꼴 나사-Tr
- 테이퍼 수나사-R
- 테이퍼 암나사-RC
- 평행 암나사-Rp
- 관용 평행나사-G

##### 국제표준화기구 없는 것
- 30도 사다리꼴나사-TM
- 29도 사다리꼴나사-TW
- 테이퍼 나사-PT
- 평행 암나사-PS
- 관용 평행 나사-PF

#### 특수용
- 후강 전선관 나사-CTG
- 박강 전선관 나사-CTC
- 자전거 나사-BC
- 미싱 나사-SM
- 전구 나사-E
- 자동차용 타이어 밸브 나사-TV
- 자전거용 타이어 밸브 나사-CTV

## 기계 요소의 제도

### 축용 기계요소

#### 레이디얼 볼 베어링
베어링
- 형식기호 6, 베어링계열기호 68 69 60 62 63 64
- 형식기호 7, 베어링계열기호 70 72 73 74
- 형식기호 1, 베어링계열기호 12 13
- 형식기호 2, 베어링계열기호 22 23

#### 레이디얼 롤러 베어링
- 형식기호 N, 베어링계열기호 N2 N3 N4

#### 안지름 번호
안지름 번호(04)부터는 ×5를 곱하여 준다. 단 슬래시(/)가 있을 경우 예)(/0.6) 일 경우 0.6이 된다.
- 안지름 번호(/0.6) = 호칭베어링(mm)(0.6)
- 안지름 번호(1) = 호칭베어링(mm)(1)
- 안지름 번호(/1.5) = 호칭베어링(mm)(1.5)
- 안지름 번호(2) = 호칭베어링(mm)(2)
- 안지름 번호(/2.5) = 호칭베어링(mm)(2.3)
- 안지름 번호(3) = 호칭베어링(mm)(3)
- 안지름 번호(4) = 호칭베어링(mm)(4)
- 안지름 번호(5) = 호칭베어링(mm)(5)
- 안지름 번호(6) = 호칭베어링(mm)(6)
- 안지름 번호(7) = 호칭베어링(mm)(7)
- 안지름 번호(8) = 호칭베어링(mm)(8)
- 안지름 번호(9) = 호칭베어링(mm)(9)
- 안지름 번호(00) = 호칭베어링(mm)(10)
- 안지름 번호(01) = 호칭베어링(mm)(12)
- 안지름 번호(02) = 호칭베어링(mm)(15)
- 안지름 번호(03) = 호칭베어링(mm)(17)
- 안지름 번호(04) = 호칭베어링(mm)(20)
- 안지름 번호(/22) = 호칭베어링(mm)(22)
- 안지름 번호(05) = 호칭베어링(mm)(25)
- 안지름 번호(/28) = 호칭베어링(mm)(28)
- 안지름 번호(06) = 호칭베어링(mm)(30)
- 안지름 번호(/32) = 호칭베어링(mm)(32)
- 안지름 번호(07) = 호칭베어링(mm)(35)
- 안지름 번호(08) = 호칭베어링(mm)(40)

## 철금속 재료와 용도

### 재료 기호의 종류와 용도

#### 철 금속 재료의 종류와 용도
- 규격3501(열간 압연 연강판 및 강대) - SPHC(일반용), SPHD(드로이용), SPHE(딥드로잉용)

#### 공구강 재료의 종류와 용도
- 규격3751(탄소 공구강 강재) - STC140(칼줄,벌줄), STC120(드릴, 태엽, 소형 펀치, 면도날, 쇠톱)

#### 단강 및 주강품 재료의 종류와 용도
- 규격3710(단소강 단강품) - SF 340A

#### 주철품 재료의 종류와 용도
- 규격4301(회 주철품) - GC100

## 투상법
한국 산업 규격(KS A 3007)에서는 일정한 법칙에 의해서 대상물의 형태를 평면상에 그리는 것을 ‘투상’, 그린 그림을 ‘투상도’, 투상에 의해서 대상물의 형태를 찍어내는 평면을 ‘투상면’이라고 규정하고 있다. ‘정투상’은 대상물의 좌표면이 투상면에 평행인 직각 투상이며, 일반적으로 세 개의 투상면을 필요로 한다.

### 1각법
수직으로 교차하는 2개의 가상평면으로 하나의 공간을 나누었을 때 오른쪽 위를 1각이라하고 반시계방향으로 2각,3각,4각으로 구분하여 1각에 물체를 놓고 투상하는 것이 1각법이다.

### 3각법
3각에 물체를 놓고 투상하는 방법이다.

## 같이 보기
- 평면도
- 공학도면